# Hanna (film)
Hanna är en amerikansk actionthriller i regi av Joe Wright från 2011.

## Handling
Hanna, spelad av Saoirse Ronan, är en tonåring som vuxit upp med sin pappa Erik, spelad av Eric Bana, i norra Finlands vildmarker. Erik är en tidigare CIA-agent som bär på en djup hemlighet. Han har tränat Hanna sedan hon var liten för att hon ska kunna lönnmörda den högt uppsatta CIA-agenten Marissa, spelad av Cate Blanchett.

## Roller (i urval)
- Saoirse Ronan – Hanna
- Eric Bana – Erik Heller
- Cate Blanchett – Marissa Wiegler
- Vicky Krieps – Johanna Zadek
- John Macmillan – Lewis
- Michelle Dockery – Falska Marissa
- Jessica Barden – Sophie
- Aldo Maland – Miles